# Circuit Superstars
Circuit Superstars est un jeu vidéo de course développé par le studio de Vancouver Original Fire Games et édité par Square Enix Collective pour Microsoft Windows, Nintendo Switch, PlayStation 4, Xbox One. Le jeu est sorti en octobre 2021.
Jeu de course de voiture en 3D avec une vue isométrique, orienté arcade et qui reprend l'esprit du jeu Super Skidmarks mais auquel les concepteurs ont ajouté une certaine forme de réalisme dans le modèle physique de fonctionnement des véhicules. Ainsi, l'adhérence est liée au type de chaque véhicule, il est nécessaire de gérer l'usure des pneumatiques, la consommation de carburant, choisir une stratégie de ravitaillement, profiter de l'aspiration de vos concurrents et gérer les dégâts de votre bolide.
Principalement orienté multijoueur, en ligne ou en mode local, il existe un mode campagne relativement simpliste qui permet surtout de découvrir le jeu.
Un système de points, obtenus grâce aux résultats en course permet également d'obtenir des livrés pour décorer les véhicules et la combinaison des pilotes.

## Histoire
Circuit Superstars est le fruit de la passion de la famille Mastretta pour le sport automobile. Carolina, Alberto et Carlos Mastretta, sont fréres et sœur, et sont issus d'une famille impliquée depuis des décennies dans le secteur de l'automobile. Le grand père était pilote de monoplace dans les années 50 au volant de la “Faccia Feroce”, une voiture qu'il avait, lui-même, fabriquée. Par la suite, un oncle, Daniel, s'est illustré en produisant une voiture de sport, la Mastretta MXT.
Carlos et Alberto ont imaginés, dès 2015, l'idée d'un jeu de course automobile. Aidés par leur sœur, Carolina, qui travaillait à l'époque pour Relic Entertainment sur Age of Empire 4, ils obtiennent la possibilité de présenter leur projet à Enix. Un partenariat est finalement établi en 2019 entre Square Enix Collective et Original Fire Games.
L'équipe n'est composée que de six membres, l'objectif étant, avec une équipe réduite, de produire un jeu d'arcade, tout en intégrant des éléments de simulation.

## Contenu du jeu

### 14 circuits (30 tracés)
- Whistle Valley (2 tracés)
- Sugar Hill (2 tracés)
- Maple Ridge (2 tracés)
- Magdalena (2 tracés)
- Copperwood (4 tracés)
- Rennvoort (2 tracés)
- Interstate (2 tracés)
- Buffalo Hill (3 tracés)
- Lost Lagoons (1 tracé)
- Bullseye Speedway (1 tracé)
- Faenza (1 tracé)
- Siena (2 tracés)
- Tilksport (5 tracés)
- Top Gear Track (le circuit de l'émission télévisé britannique diffusé sur la BBC)

### 13 véhicules[8]
- Agitator (Ford F-150 SVT Raptor Trophy)
- Brusso (1957 Ferrari 500 TRC)
- Osprey (1967 Race Car Formula 1)
- Mantra (1986 Race Car Formula 1)
- Piccino (2011 Abarth 500 Assetto Corse)
- Bonk (MAN TGS)
- Storm (Race Car Formula 1)
- Panther (2017 Porsche 911 RSR)
- Conquest (Audi R8)
- Vost (2018 Volkswagen Polo R WRX)
- Impact (Nascar)
- Feather (Caterham Seven)
- Loose Cannon (1969 Chevrolet Camaro)

### Challenge top gear
Square Enix et Original Fire Games se sont également associé à la BBC et à l'émission Top Gear pour proposer un DLC permettant de jouer sur le circuit original de l'émission télévisé.
Ce partenariat est également l'occasion de voir des pilotes professionnels tenter d'établir le record de la piste. C'est ainsi le cas de Romain Grosjean, Lando Norris, SuperGT, Charlie Martin, Aarava, Jimmy Broadbent, Catie Cummings, Jamie Chadwick, Conor Daly, Sam Bird. L'ensemble de ces prestations est accessible en ligne.